# فهرست سفیران آلمان در ایران
این مقاله «سفیران آلمانی در ایران» را معرفی می‌کند. آلمان تا سال ۱۹۵۵ در تهران تنها دفتر نمایندگی داشت. در سال ۱۹۵۵ این دفتر نمایندگی به سفارت ارتقاء پیدا کرد و کاردار به سفیر مبدل شد.

## سفیرانامپراطوری آلمان

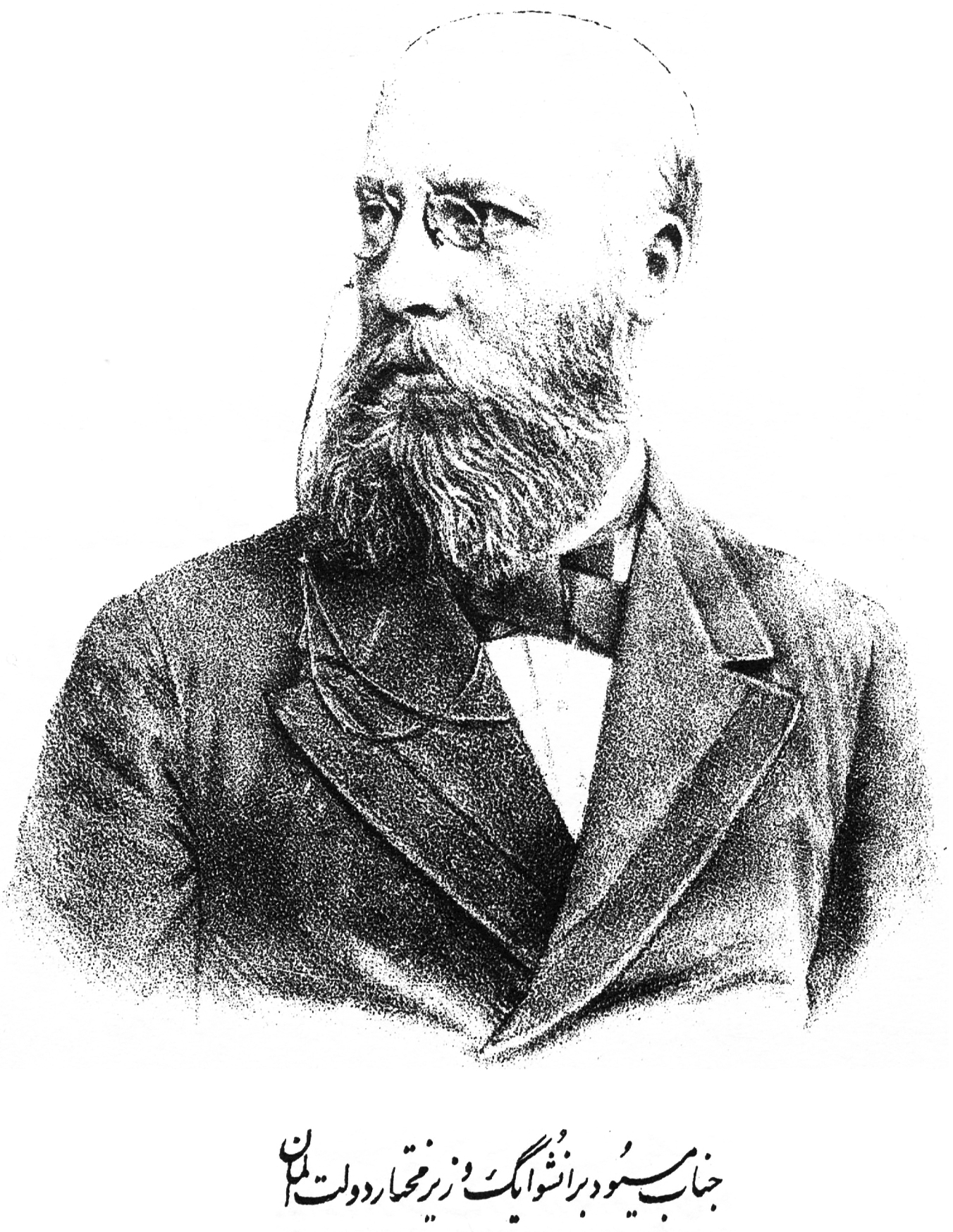
ارنست فون براون‌شوایگ (اثر ابوتراب غفاری در ۱۳۰۱ قمری)

| کاردار                           | آغاز به کار     | پایان کار      | توضیحات                                                               |
| -------------------------------- | --------------- | -------------- | --------------------------------------------------------------------- |
| یولیوس فون مینوتُلی               | ۱۸۶۰            |                | او به عنوان یک دیپلمات پروسی به همراه هاینریش بروگش به ایران سفر کرد. |
| ارنست فون براون‌شوایگ             | ۱۸۸۵            | ۱۸۸۶؛ ۱۱ آوریل |                                                                       |
| گوستاو آدولف شنک تْسو شواینزبرگ   | ۱۸۸۶؛ ۱۰ دسامبر | ۱۸۹۲؛ ۱۶ آوریل |                                                                       |
| نیکلاس فون وال‌ویتز               | ۱۸۹۳؛ ۶ اکتبر   | ۱۸۹۶؛ ۲ ژانویه |                                                                       |
| گونتر فون گارتنر-گریبنو          | ۱۸۹۶؛ ۲۳ مه     | ۱۸۹۸؛ ۲۲ مارس  |                                                                       |
| آرتور الکساندر کاسپر فون رکس     | ۱۸۹۸؛ ۳ دسامبر  | ۱۹۰۶؛ ۱۷ مه    |                                                                       |
| ویلهلم اشتمریش                   | ۱۹۰۶            | ۱۹۰۷           |                                                                       |
| آلبرت گراف فون کوات-ویکرات-ایزنی | ۱۹۰۸؛ ۲۴ فوریه  | ۱۹۱۲؛ ۲۳ می    |                                                                       |
| هاینریش ۳۱ام                     | ۱۹۱۲؛ ۱۱ اوت    | ۱۹۱۶؛ ۱۹ ژوئیه |                                                                       |
| فیلیپ واسل                       | ۱۹۱۶            |                |                                                                       |
| رودولف نادُلنی                    | ۱۹۱۶            | ۱۹۱۷           |                                                                       |